# Pot (topologija)
Pot v matematiki imenujemo zvezno funkcijo {\displaystyle f} iz intervala [0,1] v prostor {\displaystyle X}. Najpogosteje govorimo o poti med točkama {\displaystyle a} in {\displaystyle b}, takrat velja {\displaystyle f}(0) = {\displaystyle a} in {\displaystyle f}(1) = {\displaystyle b}. Kadar je {\displaystyle f}(0) = {\displaystyle f}(1), govorimo o sklenjeni poti.